# Arquitectura romana antiga

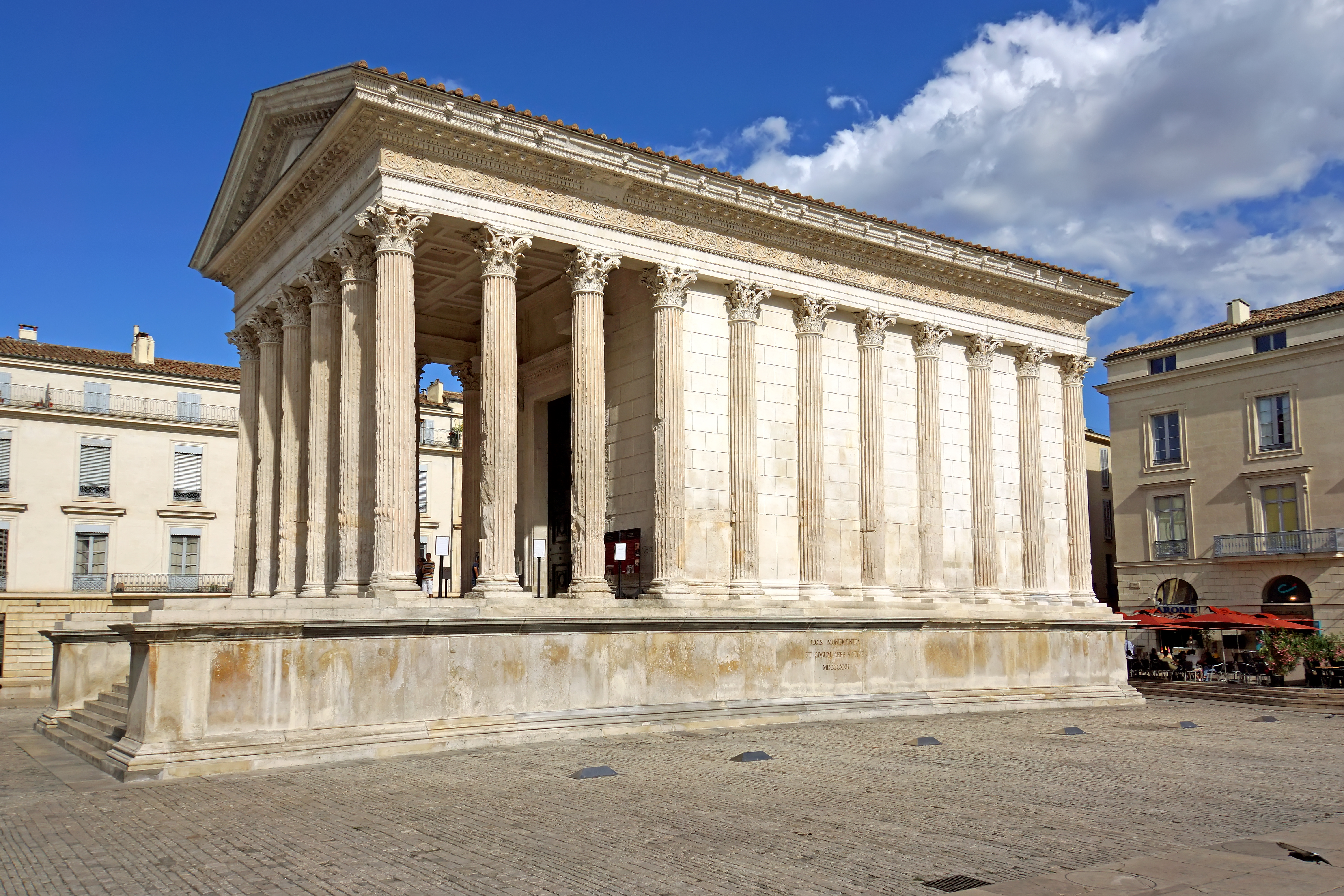
La Maison carré de Nîmes, un exemple clàssic d'arquitectura romana

L'arquitectura romana és probablement el testimoni més significatiu de la civilització romana. L'arquitectura romana va esdevenir una de les expressions més visibles del poder de l'imperi. A imatge romana, les ciutats provincials adopten un mateix model urbanístic i arquitectònic. Espais com el fòrum, edificis com el teatre o les termes públiques o la mateixa estructura urbana responen a les necessitats dels centres urbans que vertebraran l'imperi a través d'una extensa i ordenada xarxa viària. Els romans foren uns grans innovadors en el camp de l'arquitectura. La generalització de l'ús de nous materials com el formigó i el maó, juntament amb la introducció de l'arc i la volta, van permetre alçar edificis més sòlids i amplis. Només així es poden entendre edificis tan singulars com el Pantheon (Roma) on la combinació del maó i el formigó van permetre crear una amplitud inconcebible amb pedra. Basíliques, teatres, amfiteatres i altres equipaments públics van adquirir unes dimensions i proporcions adequades a les necessitats d'un Imperi eminentment urbà. Aquestes millores i models, a menor escala, es tradueixen, també, a l'arquitectura domèstica. Algunes domus i vil·les adquireixen en època imperial una monumentalitat que mostra el poder econòmic adquirit per les classes dirigents.

## Construccions romanes
Els diferents tipus de construccions es poden classificar en:

- Arquitectura civil pública: basíliques, fòrums, urbanisme, edificis comercials
- Arquitectura religiosa: temples
- Construccions funeràries: ediculs i cipos, túmuls i mausoleus
- Monuments commemoratius: arcs de triomf, columnes commemoratives,

columnes rostrals, trofeus
- Edificis per a espectacles: amfiteatres, circs, naumàquies, teatres i termes
- Arquitectura civil privada: domus, insula
- Obres d'enginyeria: ponts
  - Obres hidràuliques: termes, aqüeductes, fonts públiques
  - Obres militars: campament (castrum), fossat, muralla, pretori
- Vies públiques o calçades (via romana)

Al llarg de la història de l'imperi van desenvolupar els tres tipus principals d'ordres arquitectònics:
- Dòric
- Jònic
- Corinti

## Basílica romana
Una basílica és una estructura arquitectònica d'origen romà que tenia una funció econòmica i jurídica. El nom té el seu origen en el terme llatí basilica que alhora deriva del grec βασιλική (fonèticament, basiliké) que significa 'regia o reial', i que és una el·lipsi de l'expressió completa βασιλική οἰκία (basiliké oikía) que significa «casa reial». L'edifici originalment servia per a les transaccions comercials a gran escala i era com una mena de jutjat. Els seus orígens són d'època republicana; n'era un exemple la Basílica Emília (179 aC), dins del Fòrum Romà.
A mesura que avança el temps es van afegint diversos canvis que esdevindran canònics. Serà la planta que adoptaran els edificis religiosos cristians de l'època paleocristiana (última fase de l'art antic), anomenant «planta basilical» a la planta formada per una nau central, més gran que les laterals, tant d'amplada com d'alçada. Composta per 3 o 5 naus. A la central s'hi poden obrir galeries de finestres. El sostre solia ser pla i en fusta, però això evolucionaria, construint-se en pedra. Té els 2 costats curts plans. A la llarga aquests costats es modificaran i s'afegirà una exedra semicircular a un dels costats. En època de Trajà aquesta «millora» es realitzà als dos costats, com el cas de la basílica Ulpia (96 dC).
Quan un edifici té aquestes característiques, es parla d'un espai de planta basilical.

## Fòrum Romà

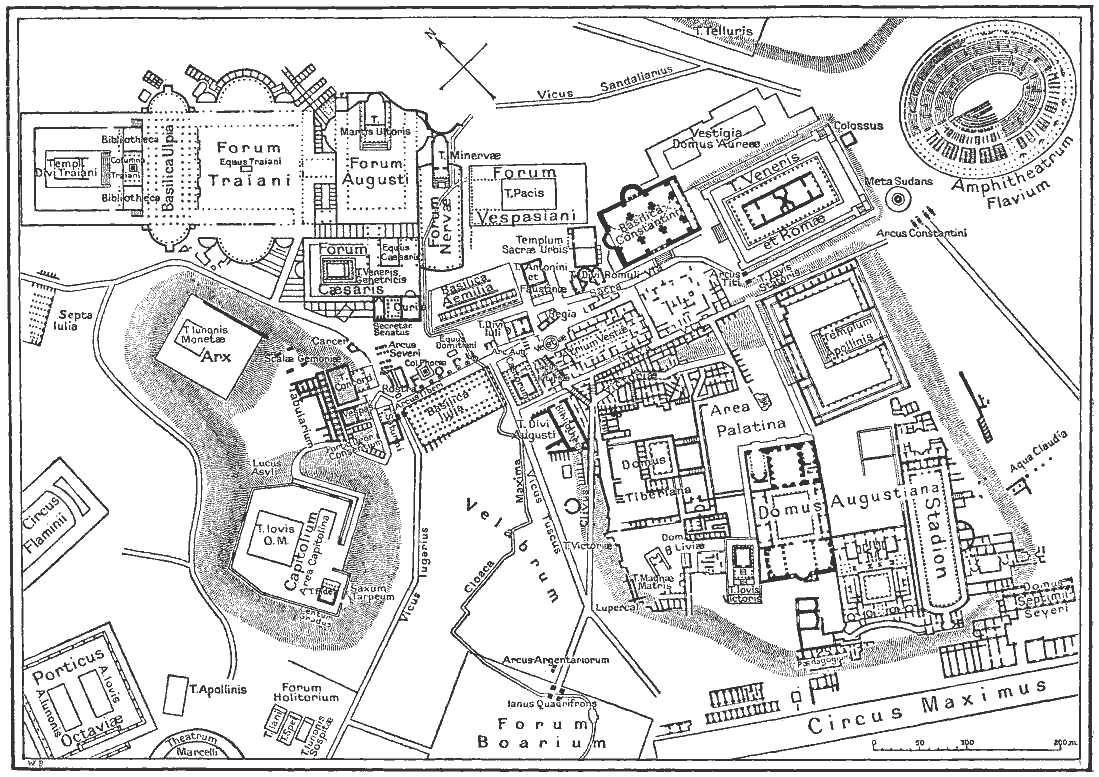
Mapa del centre de Roma durant l'època imperial

El Fòrum Romà (en italià Foro Romano) era en el centre de la ciutat i era com la zona de les botigues. En llatí era anomenat el Forum Romanum, si bé els ciutadans s'hi referien més sovint com a Forum Magnum (el Fòrum Gran) o, simplement, com a Forum. A mesura que la ciutat va anar creixent, es va quedar petit i els emperadors en van fer construir de nous a la part nord, els anomenats Fòrums Imperials. El Fòrum Romà se situa a la vall compresa entre els turons del Palatí i el Capitoli, a Roma.
La vall del Fòrum, pantanosa i insalubre, fou utilitzada entre els segles x i vii aC com a necròpoli dels primers poblats escampats pels turons dels voltants. No fou fins al 600 aC, per ordre del rei etrusc Tarquini Prisc, que fou drenada gràcies a la construcció de la Cloaca Maxima i «pavimentada» amb terra batuda; la plaça, de forma rectangular, era originàriament on tenia lloc el mercat i on es desenvolupava la vida política i judicial. Estava situada en un punt central de la ciutat, cap on convergien molts carrers importants, el principal dels quals era la Via Sacra, que baixava del Capitoli fins a l'Arc de Titus.

## Temple romà

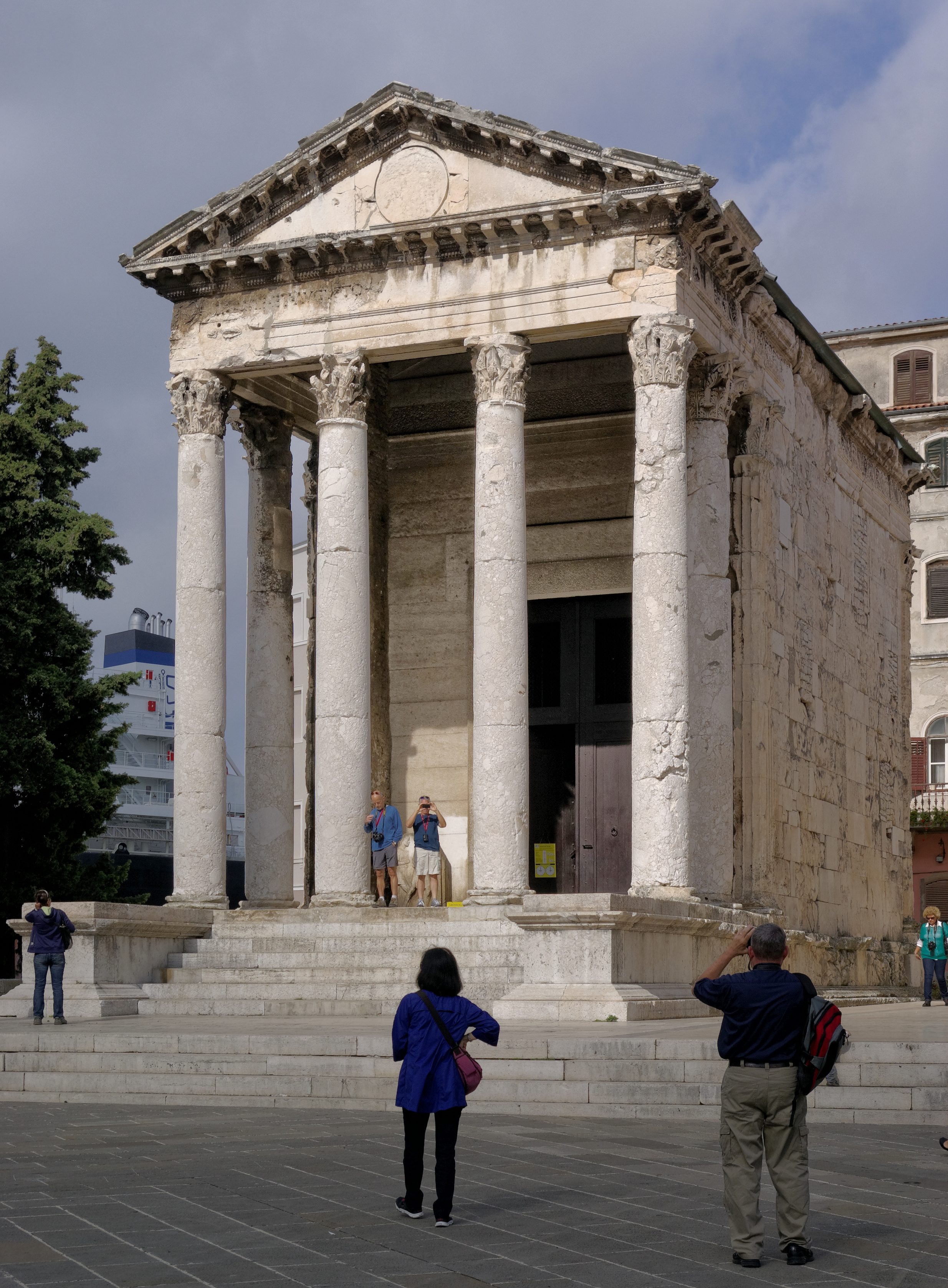
Temple romà d'August a Pula (Croàcia).

El temple romà era l'edifici consagrat al culte típic de la religió romana, sent altres per exemple els altars i els lararium (petits altars dedicats als lars). Temple deriva del vocable llatí templum, que no només indica l'edifici en si, sinó el lloc consagrat, orientat segons els punts cardinals, seguint el ritual de la inauguració o inauguratio, orientació que correspon a l'espai sagrat del cel.
L'arquitectura romana utilitza els ordres clàssics dels grecs: el dòric, el jònic i el corinti, però en molts casos aquests deixen de ser elements estructurals i passen a ser elements simplement decoratius. Un canvi important respecte als estils grecs va ser la distància entre columnes, que augmentava gràcies a la millora en les tècniques de construcció de voltes. Els romans evolucionen les tècniques de construcció: descobreixen un mineral que convertit en pols i barrejat amb calç produeix un material amb característiques semblants a les de l'actual ciment. Aquest ciment serà molt útil per a la construcció de murs i, sobretot, per a la construcció de voltes de canó i voltes d'aresta.
Si el temple grec generalment semblava el mateix vist pels seu quatre costats, no succeïa el mateix amb un temple romà. La parontal era accentuada per l'escalinata i l'elevat pòrtic es veia diferent dels laterals que tenien poca importància i de la part posterior que era insignificant. De vegades, el temple s'adossava per la part posterior en lloc de fer-se com un edifici a part. Els romans van perfeccionar l'aspecte dels seus temples seguint les directrius i estils grecs, però sense trair els seus tractaments tradicionals. L'element dels temples grecs que més sorprenia els romans era el peristil exterior, de manera que el van intentar reproduir prolongant la columnata del pòrtic i adossant les columnes a les parets laterals, de manera que el temple sembla estar envoltat d'un peristil.
El temple romà és hexàstil, de planta rectangular. La millor perspectiva és la frontal i l'escala frontal d'accés aconsegueix conferir-li majestuositat, conjuntament amb l'alta façana que domina amb la seva presència l'espai que té al davant. La pedra era el material més utilitzat encara que hi ha exemples de temples construïts amb maons que revestien de plaques de marbre.
A l'antiga Roma, el temple principal de la ciutat solia estar dedicat a la Tríada Capitolina (Júpiter-Juno-Minerva), igual que el Capitoli de Roma. Era l'edifici més destacat del fòrum, tant per la seva posició central com per la seva situació elevada. Al mateix fòrum, com també en altres llocs de la ciutat, n'hi solia haver altres temples consagrats a diverses divinitats. L'arquitectura del temple romà es forma sota la doble influència etrusca i grega,i per tant els primers temples romans van ser construïts seguint el model etrusc, elevats sobre un pòdium al qual s'accedeix per una escala frontal, que condueix a un porxo sostingut per columnes. El porxo arrecera l'entrada a l'interior (cella) on solia haver-hi una imatge del déu, encara que més tard aquesta estructura va ser lleugerament modificada per la influència grega. La diferència bàsica entre el temple romà i el grec era que el porxo sostingut per columnes envoltava el temple grec completament i no solament per la façana de davant. Així és que els constructors romans van intentar acostar-se al model grec, bé allargant la columnata pels dos costats del temple o bé completant-la tot al voltant de l'edifici, però amb mitges columnes adossades a les parets, com es veu a la Maison Carré de Nimes.
El temple era considerat tant en la religió grega com en la romana la residència del déu i la funció no era que els ciutadans hi entressin a pregar; les oracions i els sacrificis es feien fora, raó per la qual l'altar era normalment davant l'edifici i aquest –en no haver d'acollir molta gent- podia tenir unes estances interiors més petites que en el cas cristià o islàmic.
No és un edifici per a la celebració litúrgica, sinó que serveix per a albergar la figura de la divinitat.

## Mausoleu romà
Un mausoleu romà és un tipus de monument funerari que comença a estendre's per tot l'imperi a partir del segle i, responent a un sentiment de transformació de la tomba en santuari destinat al culte de la memòria del difunt. També serveix d'enterrament per a diversos membres d'una mateixa família.

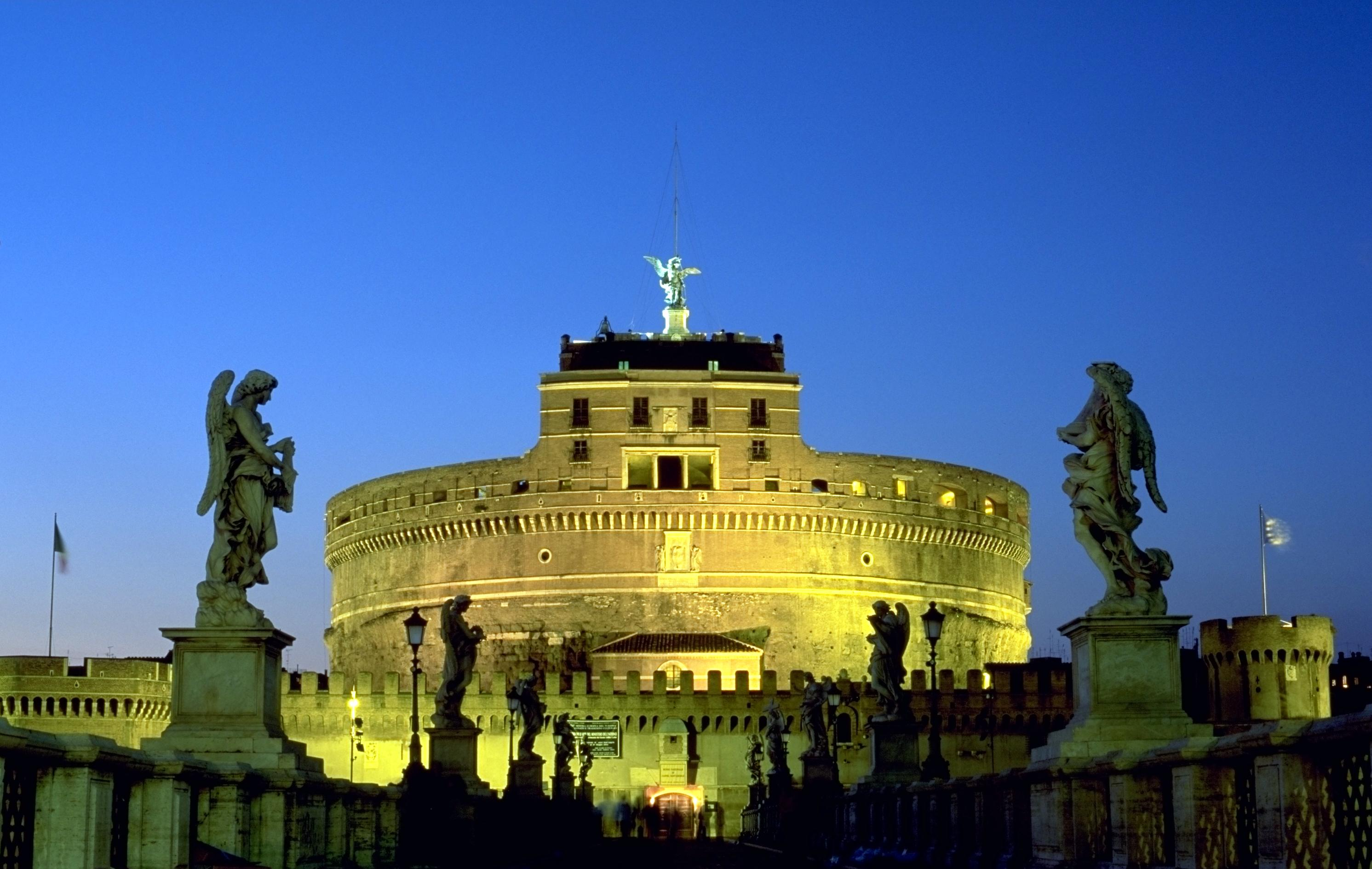
Castell de Sant'Angelo, a Roma, Itàlia.

Des del punt de vista arquitectònic es divideixen en dos tipus: 
- Amb forma de temple, de planta rectangular o circular;
- Mausoleus rectangulars, en els que quedarien inclosos tots aquells que sense afectar la forma de temple poden presentar una planta més o menys quadrada amb l'aparença d'habitació en funcions de cambra funerària o, si la sepultura és subterrània, de sala de reunió; difereixen dels de temple en què no van precedits d'escala ni  pronaos  i que estan al mateix nivell del terreny, de vegades amb més d'una planta. Dins d'aquesta sèrie cal considerar els monuments turriformes.[4]

### Mausoleus romans a Hispània
- Mausoleu romà (Còrdova)
- Mausoleu romà d'Isla Canela, Ayamonte (Huelva).
- Mausoleu romà de les Vegas, La Pueblanueva (Toledo).
- Mausoleu de Favara, Fabara (Saragossa).
- Mausoleu romà d'Abla, Abla (Almeria).

### Mausoleus romans a Itàlia
- Mausoleu de Santa Costanza, Roma.
- Mausoleu d'August, Roma.
- Mausoleu de Gal·la Placídia, Ravenna.
- Castell Sant'Angelo o Mausoleu d'Adrià, Roma.

## Arc de Triomf

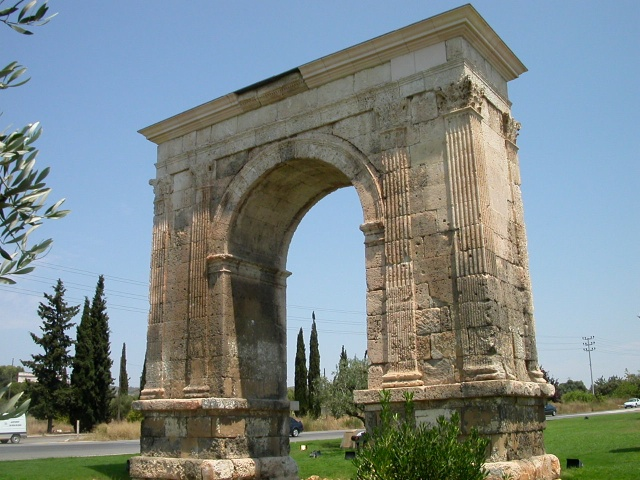
Arc de Berà

L'arc de triomf és un monument típic de l'arquitectura romana en forma d'arc que originàriament commemorava el triomf en alguna batalla, d'aquí el seu nom; els més antics són del segle i de la nostra era, i es troben a Itàlia. Normalment constituïen l'entrada monumental a les ciutats. Acostumen a tenir un arc, i alguns arriben als tres. D'aquesta època destaquen els arcs de Titus i Constantí, a Roma, i a casa nostra l'arc de Berà al Tarragonès i l'arc de Cabanes a la Plana Alta.
Més endavant es van tornar a construir arcs de triomf durant el Renaixement (com l'entrada del Castell Nou de Nàpols, la porta de Saint-Denis a París, la porta de Brandenburg a Berlín o la porta d'Alcalà a Madrid). Un altre gran constructor d'arcs d'aquesta mena fou Napoleó, que a París va fer aixecar els arcs del Carrousel i el de l'Étoile. A Barcelona, en commemoració de l'Exposició Universal de 1888, se'n va construir un a l'entrada de l'Exposició, a la confluència dels actuals passeigs de Sant Joan i Lluís Companys (vegeu Arc de Triomf de Barcelona).

## Columnes commemoratives

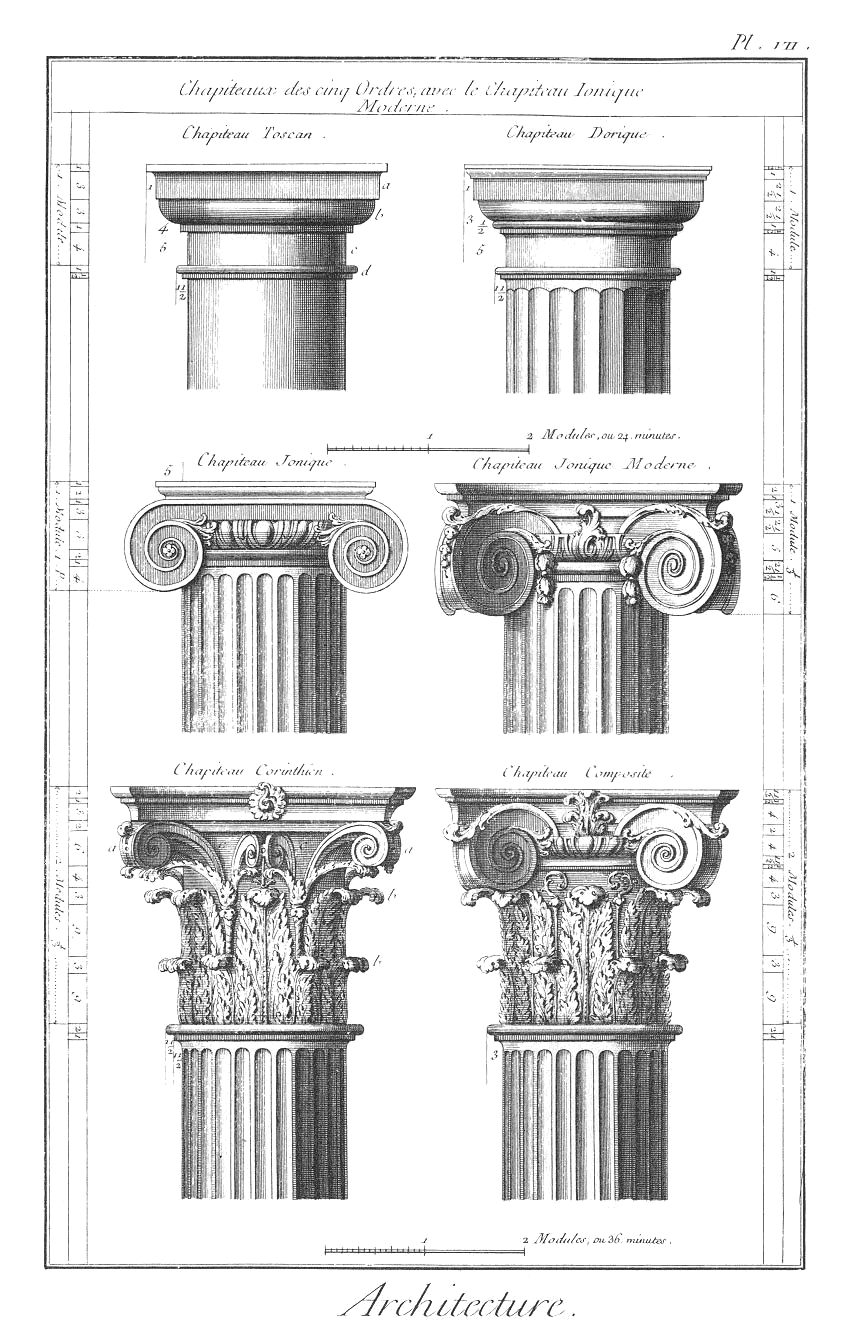
Tipus de columnes segons els ordres clàssics

Una columna és un element arquitectònic de suport, molt més alt que ample, caracteritzat pel fet d'ésser de secció circular a diferència del pilar, que és de secció quadrada o poligonal.
Ambdós elements acompleixen la funció de suportar les pressions verticals i obliqües de l'arquitrau i l'arc. S'anomena semicolumna la que està encastada en un mur projectant-ne la meitat des del pla del parament. Hi ha diferents estils de columnes:
- ordre dòric:  Els capitells dòrics són formats, primerament per un àbac, que és un element que corona el capitell i un equí, constituït per una motllura convexa (també es manifesta als capitells d'ordre jònic). Aquesta tipologia es manifesta, per exemple, en el Partenó (els autors foren Ictinos i Cal·lícrates, es construí durant els anys 447-432 aC i fou edificat a l'Acròpolis d'Atenes). La seva base és formada per un estereòbat, que és un basament esglaonat i per un estilobat, que és el graó superior de l'esglaonament citat anteriorment.
- ordre jònic:  té el capitell format per volutes que són uns elements decoratius en forma d'espiral. Té una base, damunt de la qual s'alça el fust columnari. El fust es troba entre l'estilobat i el capitell i és constituït amb estries d'aresta viva. Exemples d'aquest ordre són: Nike Àptera (arquitectura grega: autor Cal·lícrates), Erectèon (arquitectura grega: autor Mnèsicles, 421-406 aC), Altar de Zeus a Pèrgam (arquitectura grega: autor desconegut, ~188 aC.
- ordre corinti:  el capitell corinti és constituït amb fulles d'acant i acabat amb la base on a sobre seu s'alça el fust. Exemple d'aquesta tècnica en trobem a l'arquitectura romana, la Maison Carrée (autor desconegut, 16 aC).
- ordre compost:  de caràcter romà, amb elements del capitell jònic i corinti. Un exemple d'aquest tipus seria el Panteó de Roma (autor desconegut, 118-125 dC).
- ordre toscà:  de caràcter romà, semblant al dòric, però amb el fust llis i amb base. Un exemple d'aquesta tipologia seria el Colosseu, d'autor desconegut i creat durant els anys 72-80 dC.

## Amfiteatre

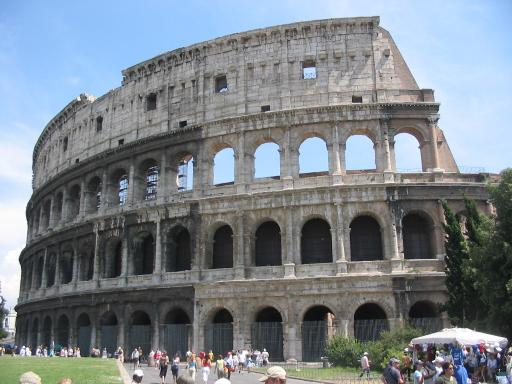
El Colosseu, a Roma

Un amfiteatre és una gran edificació descoberta de l'arquitectura romana clàssica, normalment de planta oval amb un espai central a nivell del sòl i cobert de sorra (en llatí arena), que estava envoltat per tres nivells de graderies (cavea): en termes generals el primer a tocar de l'arena era pels personatges importants de la comunitat (imma cavea), el segon on seia la plebs romana (media cavea), i el tercer espai al capdamunt de la graderia on seien les dones (summa cavea). L'arena i les graderies estaven separades per un mur alt que protegia el públic. Als fonaments de les graderies hi havia diversos espais confinats on tancar-hi els gladiadors (spolia) o les gàbies de les feres (carcere)
A l'amfiteatre se solien representar lluites entre gladiadors; lluites entre feres o la seva cacera (venatio); i la mort de les persones que les autoritats havien condemnat a la pena capital (vivicomburium). Molt excepcionalment en alguns amfiteatres també tenien lloc petites batalles navals entre petits vaixells (dites naumaquia) omplint l'arena d'aigua.
El primer amfiteatre es va construir l'any 59 aC per ordre del màxim pontífex romà i cap d'obres públiques, Gai Escriboni Curió. Els primers amfiteatres foren fets de fusta; posteriorment es van construir amb pedra. El primer que es va construir parcialment amb pedra va ser el d'August, l'any 30 aC, abans que arribés a ser el primer emperador de Roma. L'amfiteatre d'August va continuar essent l'únic que no estava construït totalment de fusta a la ciutat de Roma, fins que Vespasià va començar a construir el Colosseu o Amfiteatre Flavi, inaugurat l'any 80 dC. que va ser el més gran i complet dels amfiteatres romans.

## Circ romà

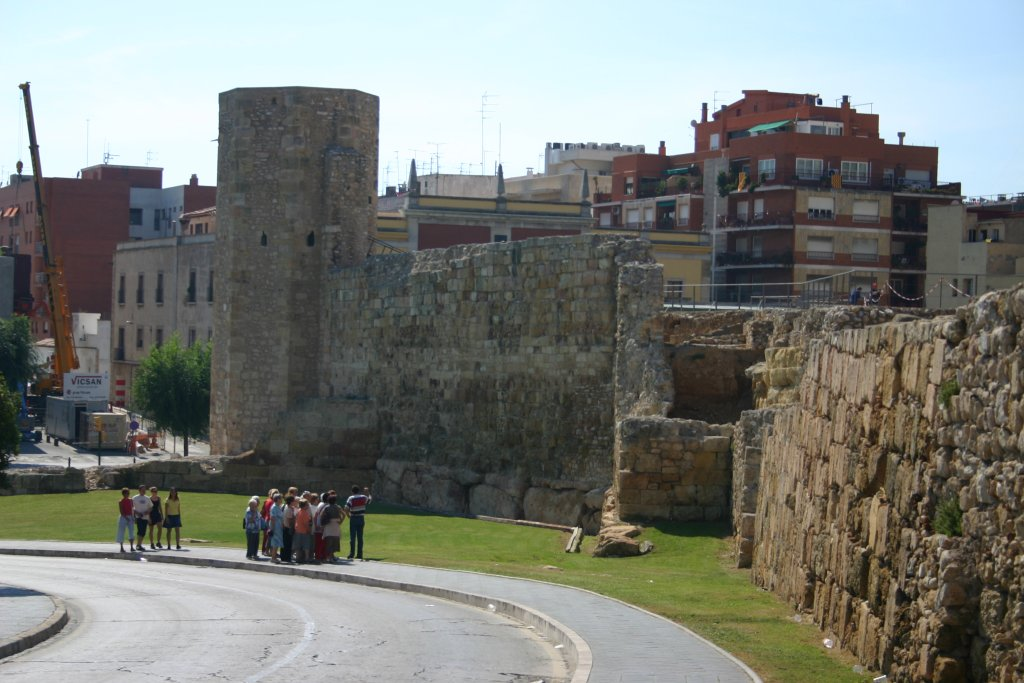
Ruïnes del circ romà de Tarragona

El circ romà (circus en llatí) era un edifici d'oci romà que servia per a fer curses de cavalls i carros (bigues, quadrigues) (no s'hi feien lluites de gladiadors, que se celebraven a l'amfiteatre).
Era un edifici rectangular amb un costat curt semicircular. Al centre es construïa una balustrada que dividia l'edifici pel centre (spina). Les grades estaven recolzades en una estructura feta amb arcades. A la spina hi podia haver de tot, temples, obeliscs, estàtues de dofins (per comptar les voltes) que eren el símbol del déu Neptú, déu del mar i protector dels cavalls. Les voltes també es podien comptar amb ous, símbol dels dioscurs Càstor i Pòl·lux. A cada extrem de la spina hi havia les metae, pilars o fites que assenyalaven el punt on havien de girar els carros. Al davant de les metae es trobaven les carceres.
S'hi celebraven els anomenats Jocs circenses (Ludi circenses).

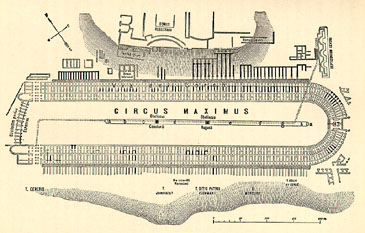
Plànol del Circus Maximus fet per Samual Platner al 1911

El primer circ fou creat per Tarquini Prisc després de la conquesta d'Apiolae als llatins. El lloc on es van celebrar les festes fou envoltat de plataformes temporals pels patres i equites, i l'interior fou anomenat circ, bé perquè era rodó o perquè les carreres es feien en cercle. Abans de la mort de Tarquini un edifici permanent fou construït per aquest tipus de celebracions i fou anomenat Circ Màxim per distingir-lo d'altres edificis similars més reduïts (segle vi aC). En un principi estava construït en fusta, però al segle ii aC es va fer de pedra.

## Teatre romà

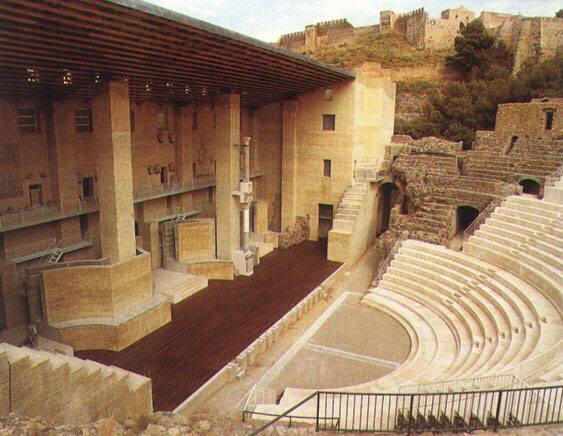
Teatre romà de Sagunt

Un teatre romà és una construcció típica de l'arquitectura romana que es troba a gran part de les províncies de l'antiga Roma i la finalitat del qual era la d'oferir espectacles teatrals. Alguns exemples representatius en són el teatre romà de Tarragona, el de Pol·lèntia i el de Sagunt, pel que fa als Països Catalans.
Al començament, les obres de teatre eren itinerants i conseqüentment s'entenia que els teatres es muntaven i es desmuntaven a cada ocasió. Es feien de fusta i es destruïen un cop l'esdeveniment acabava.
Moltes de les característiques principals de les construccions per a teatres, a l'antiga Roma, es basaven o derivaven de les del període hel·lenístic de l'arquitectura grega. Una de les diferències més importants té a veure amb l'entorn, mentre per als grecs la fusió de l'arquitectura amb l'entorn i la natura, la importància de les vistes des dels teatres, com la visió d'aquest des de l'exterior, eren extremadament importants, als romans semblava no interessar-los gens ni potser considerar-ho com a element. Un exemple molt clar es veu a l'antic teatre grec, reformat pels romans, a Taormina (Sicília), al qual els grecs havien previst que es veiés com un trampolí al mar i al qual els romans van afegir una paret que trenca completament aquest efecte. Solien tenir uns càntars que feien que el so retumbara i que aquest tinguera millor acústica.

## Naumàquia, l'edifici

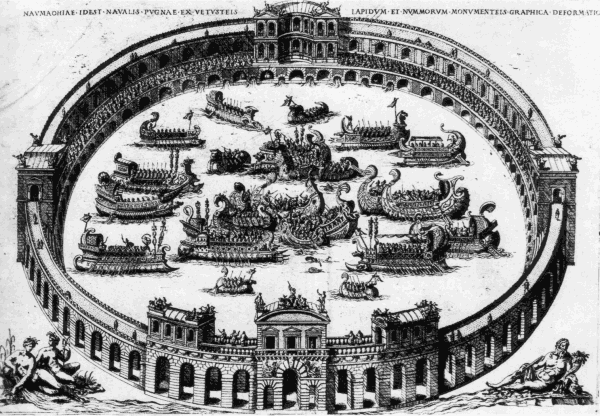
Gravat que representa una naumàquia

Naumàquia (en llatí: Naumachia) és el nom que tenien les representacions de combats navals que es feien a l'antiga Roma per diversió. De vegades aquestes simulacions es feien dins el recinte del circ on s'introduïa prou aigua per fer flotar els vaixells, però altres vegades es construïen estructures amb aquest propòsit, anomenades també naumàquia.
La primera naumàquia es va fer en temps de Juli Cèsar, qui va fer excavar un llac prop del Camp de Mart, que més tard, en temps d'August, es va haver de tapar per salubritat, ja que l'aigua estancada era l'ambient idoni per propagar la malària. August va fer excavar un altre llac a prop del Tíber amb el mateix propòsit i aquest fou el primer lloc permanent per les naumàquies. Claudi va celebrar una naumàquia al llac Fucinus. Neró va preferir l'amfiteatre per aquestes exhibicions. Domicià va fer un edifici de pedra on va exhibir naumàquies.
Els participants en aquestes exhibicions eren els naumaquiaris (naumachiarii), generalment captius o criminals condemnats a mort que lluitaven en combats a mort com els gladiadors fins a la victòria d'una de les dues parts, excepte si l'emperador aturava abans l'espectacle i donava la gràcia als qui encara eren vius. Les naus que hi participaven eren organitzades en dos equips; que rebien el nom de dos estats marítims, per exemple: els tirians contra els egipcis, els rodis contra els sicilians, etc.
Els espectacles eren de gran magnificència i no tenien cap respecte per la vida humana; algunes vegades monstres artificials eren col·locats al mig del llac. Una de les més grandioses fou la de l'emperador Titus, en la qual van participar 3.000 homes; també molt nombrosa fou la de Domicià, en què van participar dues flotes equivalents a dues flotes autèntiques; probablement la més gran es va fer sota Claudi al llac Fucinus amb 19000 participants.
La naumàquia de Cèsar, la localització exacta de la qual a Roma és encara objecte d'hipòtesi, es va fer sens dubte en un simple fossat excavat a la ribera del Tíber.
De la naumàquia d'August es tenen dades més precises. Segons es diu a la Res Gestæ el llac excavat mesurava 1800 x 1200 peus romans. Tenint en compte les dimensions d'un trirrem (al voltant de 35 x 4,90 m), a la trentena de navilis utilitzats no els quedava gaire espai per poder maniobrar sobre l'aigua. D'altra banda, considerant que la tripulació d'un trirrem romà estava composta per uns 170 remers i entre 50 i 60 soldats embarcats, un ràpid càlcul permet concloure que per aconseguir la xifra de 3.000 homes, els navilis de la naumàquia d'August van haver de portar embarcats bastants més combatents que els que portava una autèntica flota. L'espectacle consistiria doncs, més en la presència dels vaixells a la immensa piscina i en el combat cos a cos entre les tropes que no en les maniobres de les embarcacions.
No va anar així en la naumàquia de Claudi. Les dues flotes que es van enfrontar estaven compostes cadascuna per 50 embarcacions, la qual cosa correspon al nombre d'unitats que formaven les flotes militars amb base en Misenum i Ravenna durant l'Alt imperi. D'altra banda, gràcies a la gran extensió del llac Fucino, del qual només es va utilitzar una part, clarament delimitada per a l'ocasió, els navilis van poder realitzar diverses maniobres d'aproximació i envestida. La naumàquia de Claudi va reproduir amb detall un autèntic combat naval.
Segons Frontí, les necessitats d'aigua de la naumàquia d'August i dels jardins veïns del Trans Tiberim van ser la principal raó de la construcció de l'Aqua Alsietina: una gran conducció descoberta que recorria els pendents del Janícul sobre el monestir de Sant Cosimato. Aquest va ser el principal testimoniatge per la recerca arqueològica sobre la localització de la naumàquia: de l'aqüeducte i la part del text en què s'indicava que era al nemus Caesarum. Existeixen diverses hipòtesis concurrents sobre la localització exacta: la més recent el situa entre la Via Aurelia al nord i l'església de Sant Francesco a Ripa al sud, en el llaç del Tíber. El viaducte de l'època republicana descobert a la Via Aurelia, prop de Sant Crisogono, podria llavors haver servit de canal de buidatge de la piscina.
La vida de la naumàquia augusta va ser relativament curta: va ser envoltada i en part reemplaçada ja des del regnat d'August per un bosc (El bosc dels Cèsars), més tard rebatejat com a «Bosc de Gaius i Lucius». Aquesta vasta zona va ser ocupada per construccions probablement partir de finals del segle i.

## Termes romanes

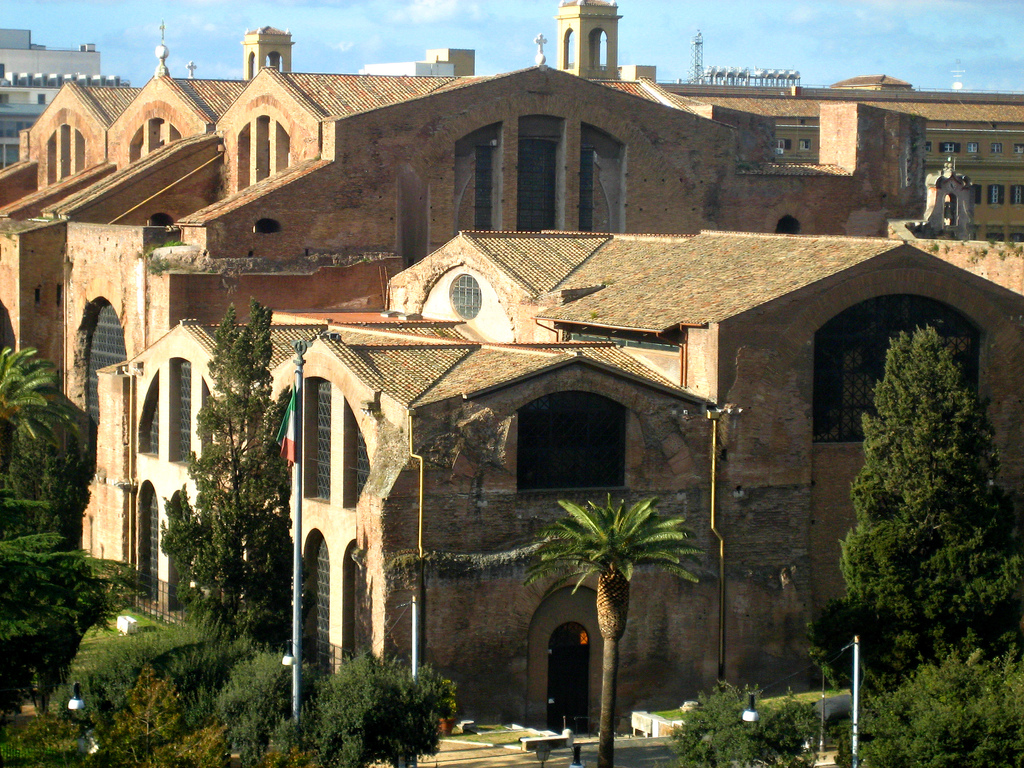
Les Termes de Dioclecià, a Roma

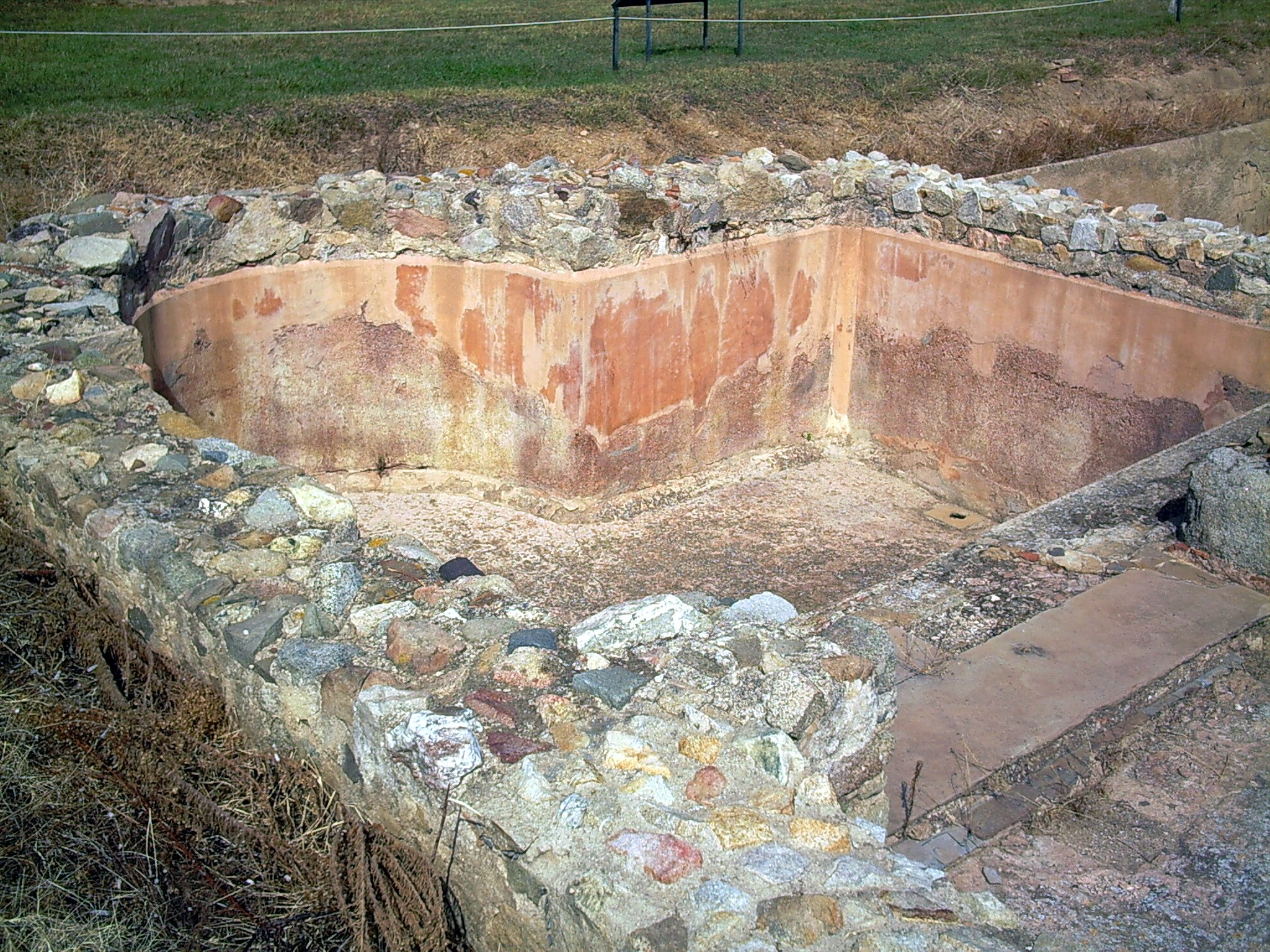
Frigidari de la vil·la romana de Can Llauder, a Mataró

Les termes (del llatí thermae) eren edificis públics amb prestacions que avui en diríem higienicosanitàries. Són els precursors de les modernes cases de banys, saunes i balnearis termals i representaven un dels principals llocs de trobada a l'antiga Roma, és a dir, constituïen un lloc d'oci i de sociabilització per a la societat romana, bàsicament, patrícia (patricii).
Juvenal (ss. I-II dC) es referia, en la seva cèlebre sentència Mens sana i corpore sano, a la salut tant intel·lectual com física, la preparació de la qual es duia a terme dins les termes: la higiene personal, l'exercici físic, etc.
Les primeres termes van néixer en llocs on era possible aprofitar les fonts naturals d'aigua calenta o dotades de particulars dots curatius; precisament el nom de thermae deriva del grec θερμός thermós, 'calent', ja que a l'antiga Grècia ja hi havia construccions senzilles per prendre banys terapèutics.
Amb el pas del temps, els romans van continuar amb aquesta tradició d'establiments balnearis entorn de fonts medicinals: d'aquesta mena, als Països Catalans en trobem exemples com les termes de Caldes de Malavella (l'antiga Aquis Voconis) i Caldes de Montbui (Aquae Calidae). Però havia de ser sobretot durant l'Imperi quan les termes s'acabarien difonent també dins les ciutats, sense necessitat de cap font natural d'aigua calenta que les alimentés, gràcies al desenvolupament cada cop més evolucionat de les tècniques d'escalfament de l'aigua i de l'ús d'aqüeductes que abastien les termes de les grans quantitats d'aigua que necessitaven.
De termes n'hi havia de dues menes, una de més senzilla destinada a la plebs i una altra de més luxosa per als patricis, que eren monumentals i constituïen petites ciutats dins la ciutat.

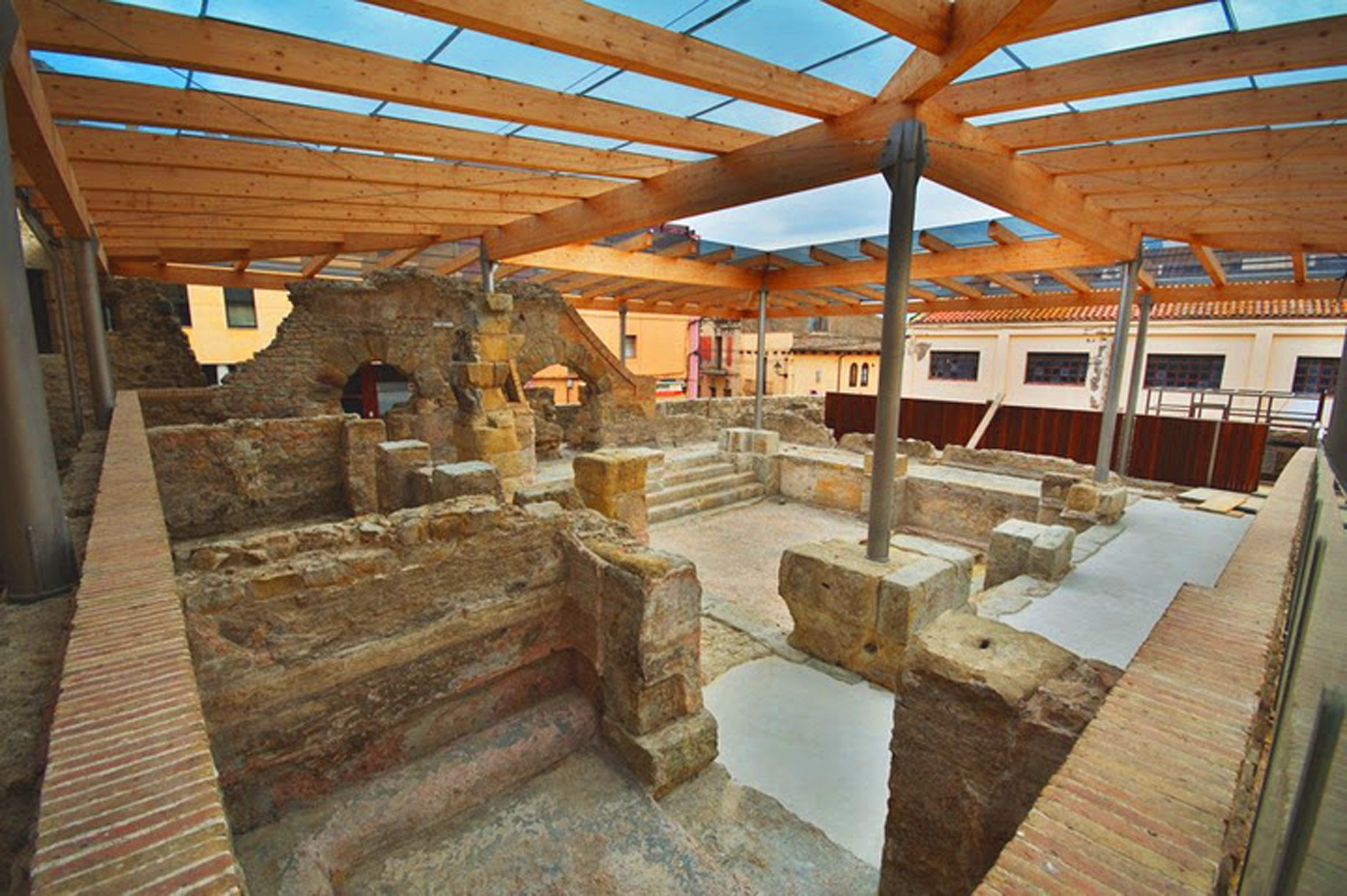
Termes Romanes de Caldes de Malavella

## Casa romana

Planta i alçat d'una domus itàlica

La casa romana (en llatí domus) fou l'habitacle típic de l'antiga Roma, ben conegut gràcies a l'anomenada Casa del Menandre (pel nom d'un fresc del poeta Menandre trobada a les seves ruïnes), que es considerava el tipus de casa urbana habitual durant la República i l'Imperi, a diferència de les vil·les, habitatges situats fora de les muralles de la ciutat (vil·la suburbana), o al mig del camp, on disposaven d'espais annexos per a les feines agrícoles (vil·la rústica).
De tota manera, la seva mida i els luxes varien molt segons les possibilitats de cada família, com es pot observar a Pompeia, on gairebé totes les cases pertanyen a aquesta tipologia, ja que es tractava d'una ciutat residencial dels patricis, la gent benestant de Roma. Les classes pobres (la plebs) vivien en cases de pisos anomenades insulae.
La domus constava d'un sol pis, o dos com a màxim. Tenia la planta rectangular i estava aïllada de l'exterior per parets uniformes, amb poques finestres. La claror entrava pel centre, a través de l'atri, o pel peristil. La casa itàlica primitiva es dividia en aquestes parts:
- L'entrada principal solia constar d'un vestíbul (vestibulum) en forma d'un petit espai arrecerat anterior a la porta (ostium o foris), la qual donava a un corredor anomenat fauces.
- L'atri (atrium) era la primera cambra que es trobava. Era el centre de la casa primitiva i de la vida familiar. Era un gran espai cobert per un sostre llevat d'una gran obertura (compluvium) al mig que donava claror i ventilació i deixava caure l'aigua de la pluja a l'impluvium, una bassa rectangular que la recollia i des de la qual passava a una cisterna soterrània. Un petit pou al costat permetia treure'n l'aigua. Originàriament és on hi havia la llar (focus), on es cuinava i menjava, però a les cases de Pompeia ja no és possible trobar-hi la llar. En canvi sí que sol haver-hi una tauleta de marbre, una capelleta consagrada als lars (el larari o lararium) i la caixa de cabals. Dues ales (alae) a banda i banda de l'atri n'ampliaven l'espai.
- El tablinum estava situat al darrere de l'atri, separat per una cortina o un reixat de fusta. Era el despatx del pater familias, on rebia les visites i guardava l'arxiu familiar.
- Els cubicula o dormitoris estaven situats als costats de l'atri.
- Les habitacions que flanquejaven l'entrada podien estar obertes a l'interior –com a cambra per al porter, dormitoris o menjadors– o bé donar a l'exterior. En aquest cas el propietari de la casa les llogava com a botigues (tabernae).
- Moltes cases tenien un jardí (hortus) al llarg de la paret posterior.
- Al fons de l'edificació hi solia haver una quadra amb una pila, on es guardaven els carruatges i les àmfores, i una habitació per al capatàs dels esclaus (el villicus) i les habitacions d'aquests. Pel que sembla, aquest tipus d'habitatge era usat per propietaris de certa importància que residien a la ciutat i tenien les terres a una distància curta. Quan els propietaris no tenien esclaus no existien les dependències destinades a aquests.

## Insula

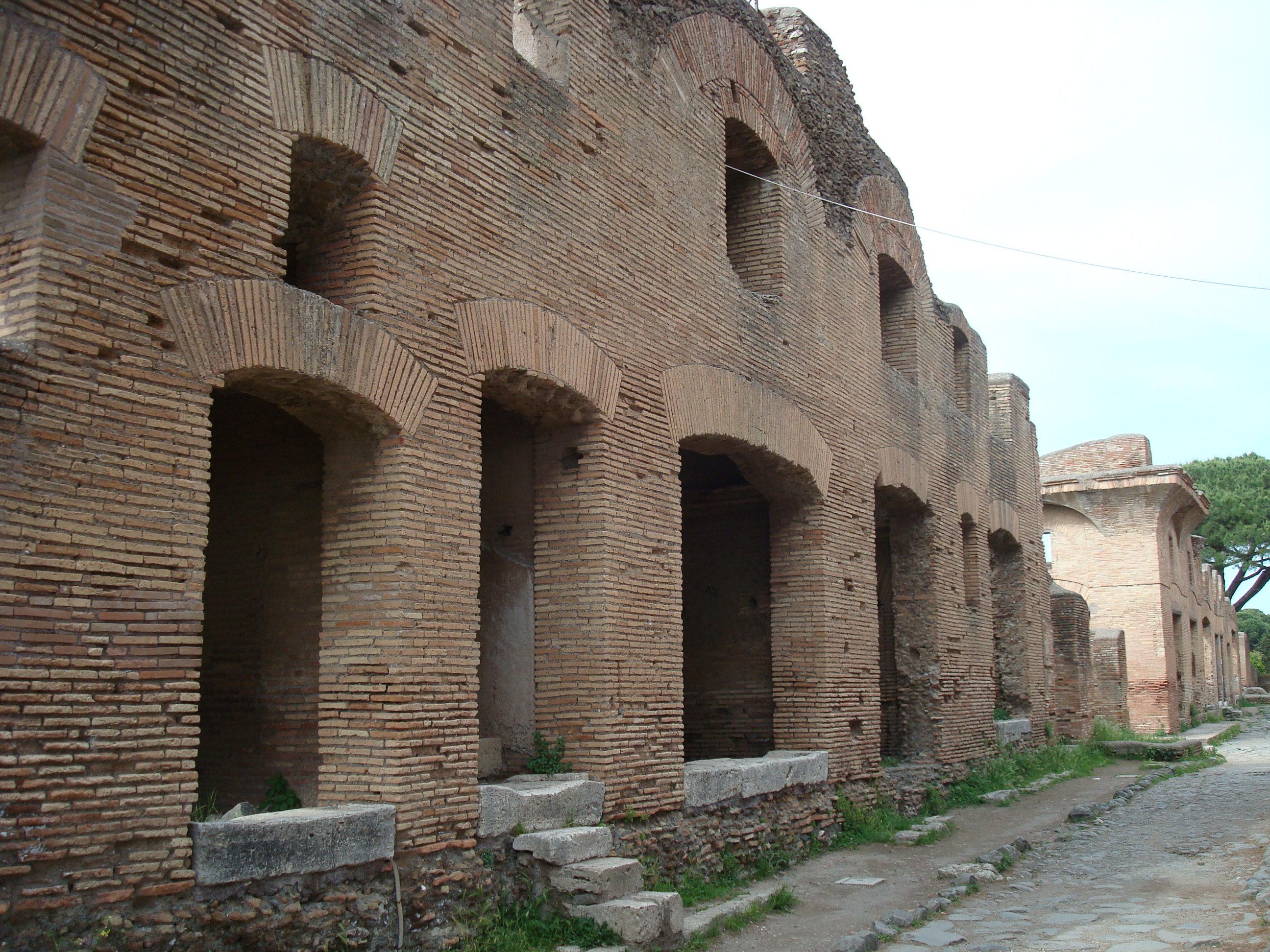
Ruïnes d'una insula a Òstia

Una insula (mot llatí que significa 'illa', en plural insulae; es pronuncia esdrúixol, amb l'accent sobre la i) era, al final del període republicà i durant el període imperial romà, un bloc d'habitatges, normalment en règim de lloguer, de diversos pisos. Les insulae eren utilitzades pels ciutadans que no es podien permetre tenir habitatges particulars (o domus).
Les insulae es construïen de maó i argamassa i eren similars als edificis d'apartaments actuals. Els exemples més ben conservats, datats als segles ii i iii, es troben a Roma prop del Capitoli, a Òstia –el port de Roma–, Pompeia i vora la Vil·la Adriana a Tívoli, entre d'altres.
Es poden classificar en dos tipus bàsics:
- Les del primer tipus tenien tallers i botigues (tabernae) a la planta baixa. A l'entresol s'hi disposaven els allotjaments per als treballadors d'aquests negocis i les plantes superiors es dividien en apartaments.
- A les del segon tipus, a la planta baixa, en comptes de botigues i tallers s'hi disposaven els habitatges al voltant d'un jardí o un passadís.

En l'urbanisme romà, també s'anomenaven insulae les illes de cases entre carrer i carrer.

## Aqüeductes

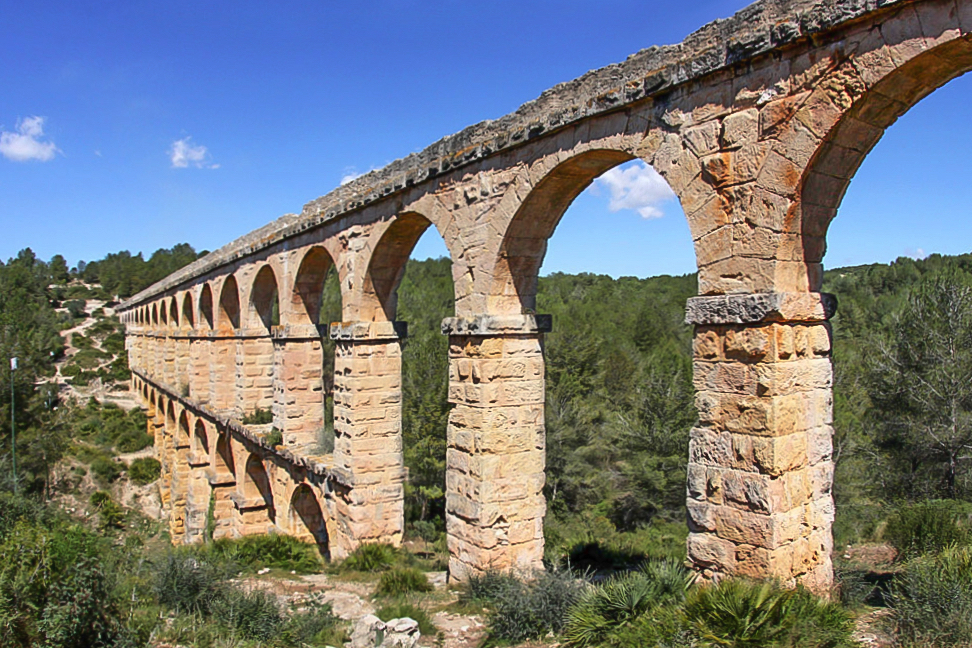
Aqüeducte romà prop de Tarragona, anomenat Pont de les Ferreres o del Diable: 217 metres de llarg i 27 d'altura, format per 11 arcades inferiors i 25 al pis superior.

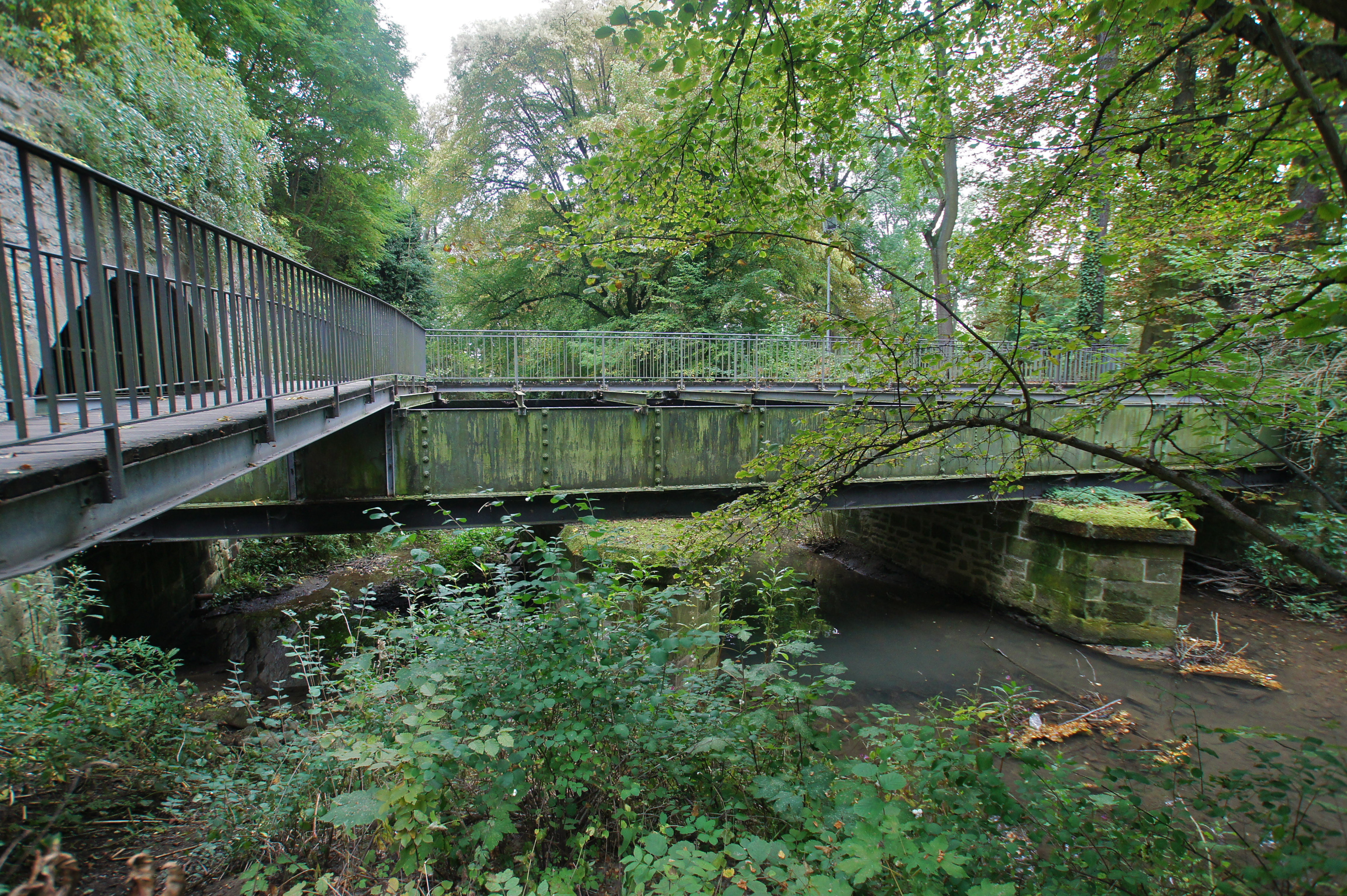
Aqüeducte del Mühlenkanal damunt del Krummes Wasser a Einbeck

L'aqüeducte romà era un conducte artificial que permetia transportar l'aigua en gran quantitat des de la seva font fins a la ciutat a través de recs de superfície, galeries subterrànies, i ponts d'arcs aeris. De totes maneres el terme s'aplica sobretot a aquests últims. Els aqüeductes aprofiten la inclinació suau del terreny per tal que l'aigua simplement flueixi en el sentit desitjat. Al principi de tot un dic emmagatzemava l'aigua i en regulava el cabal. Quan l'aigua arribava a la ciutat anava a parar al castella aquarum des d'on es distribuïa en totes direccions a través de canalons. Els primers a rebre-la eren les fonts públiques i les termes, i quan les necessitats d'aquestes estaven cobertes la resta del cabal emmagatzemat (aqua caduca) també es distribuïa entre particulars.
Pel que fa a l'estil arquitectònic dels ponts és sempre molt semblant: a sota, uns pilars que sobresurten de terra i a partir d'aquí es van succeint nivells o pisos, cadascun dels quals està format per arcs semicirculars successius. A la part superior s'hi troba el canal per on circula l'aigua i, de vegades, al nivell de sota es permetia un camí per al pas de persones (viaducte), tot i que això no és tan habitual.

L'Aqüeducte de Segòvia vist des de la base.

Els ponts d'aqüeductes antics més coneguts a Europa són els que encara avui es mantenen, herència de l'Imperi Romà. A Itàlia sobresurten els diversos Aqüeductes de Roma. A França es troba el famós Pont del Gard. A Espanya destaquen l'imponent Aqueducte de Segòvia i el de Los Milagros a Mèrida. A Catalunya el més important de tots és el de Les Ferreres a Tarragona. Són construccions que destaquen per la seva grandiositat i funcionalitat, atès que s'edificaven per a abastir d'aigua poblacions que, pel seu gran nombre d'habitants, no en tenien prou amb les reserves locals que disposaven.
A Catalunya encara es conserven restes menors de ponts d'aqüeducte a Barcelona, Pineda de Mar (Can Cua) i Sant Jaume dels Domenys, a les Illes Balears hi ha restes com l'Aqüeducte de s'Argamassa i al País Valencià s'hi poden trobar les restes de l'aqüeducte romà d'Altea o l'Aqüeducte de Peña Cortada. A més, es construïren aqüeductes a nivell local, com l'aqüeducte d'en Caixa, de Palafrugell.

## Via romana

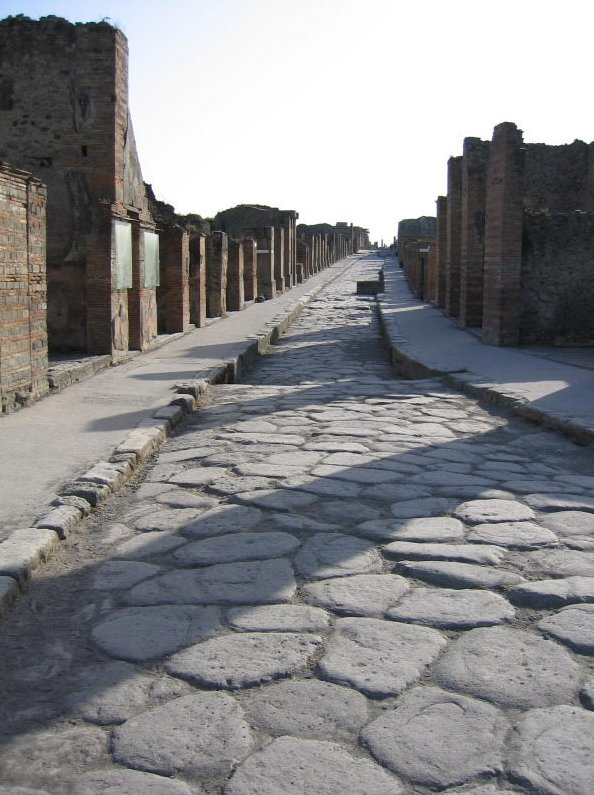
Via romana a Pompeia

Les vies o calçades romanes formaven una xarxa de carreteres que abastava tot l'Imperi Romà.
Al seu origen, la xarxa va ser dissenyada per a mantenir un control efectiu de les zones incorporades a l'imperi, però ràpidament van adquirir importància econòmica, facilitant el comerç i les comunicacions. El desenvolupament de la xarxa de vies romanes es va produir al mateix temps que el creixement de l'imperi. L'anomenat Itinerari d'Antoní és el document antic més complet per a l'estudi de les vies romanes, i data de finals del segle iii.
Fins a finals del segle iv aC, les calçades romanes eren poc més que senders que conduïen a Roma des de les distintes ciutats del Laci. Des d'aquest moment van començar a construir-se segons un pla establert, dissenyat conjuntament amb el programa tàctic d'expansió. En tenir un significat militar considerable, es van desenvolupar sistemes més complexos de construcció de calçades, en vista a fer-les més permanents i millors per a suportar diferents tipus de trànsit. Es van usar pedres de distintes grandàries per a construir unes calçades sòlides: les pedres grans es col·locaven en la base i sobre aquestes s'establia una capa de pedres més reduïdes. En alguns casos, normalment en les rutes més importants, sobre aquests fonaments es col·locava un ferm de llambordes.

## Galeria d'imatges

Coliseu de Roma
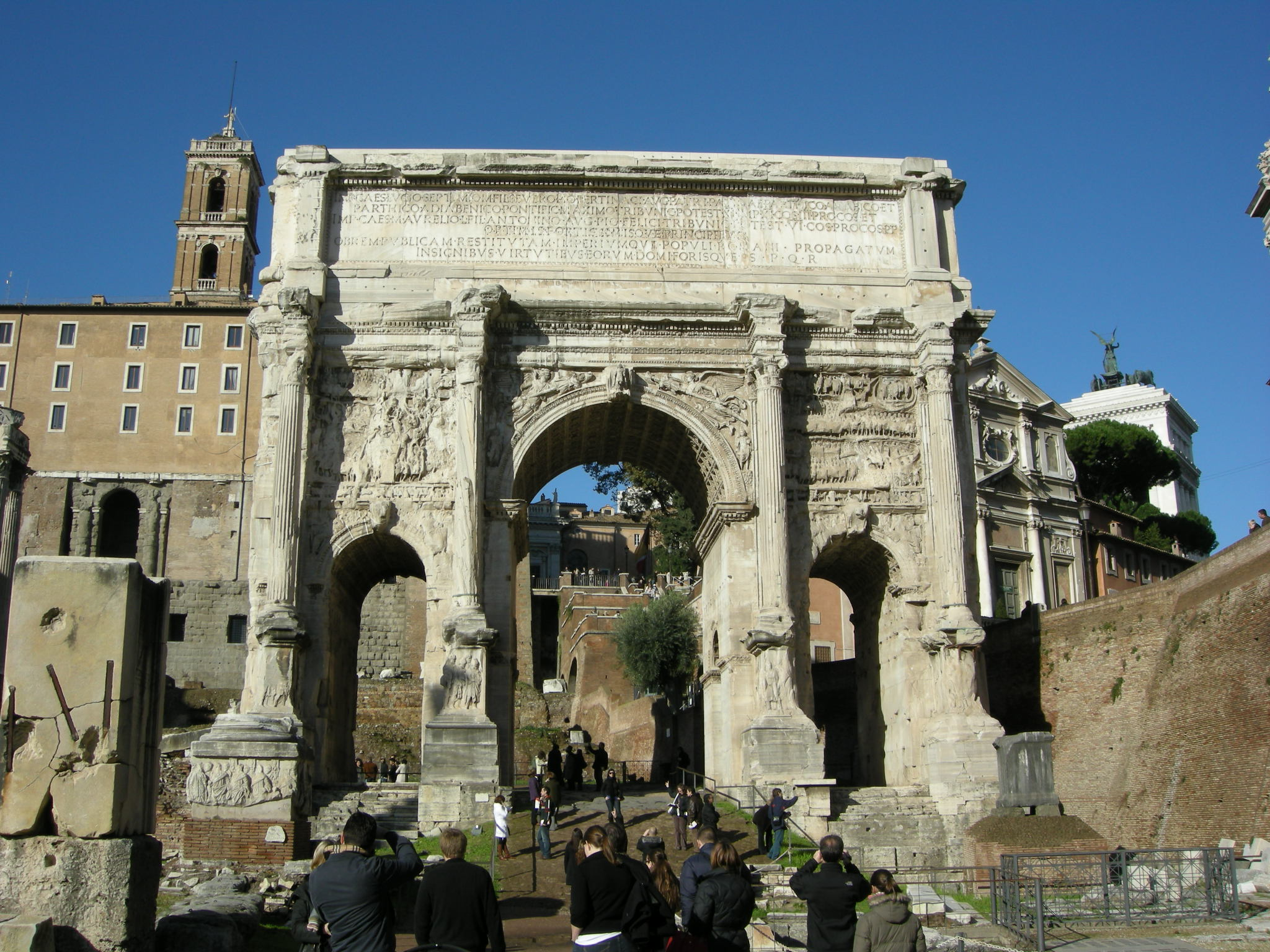
Arc de Septimi Sever
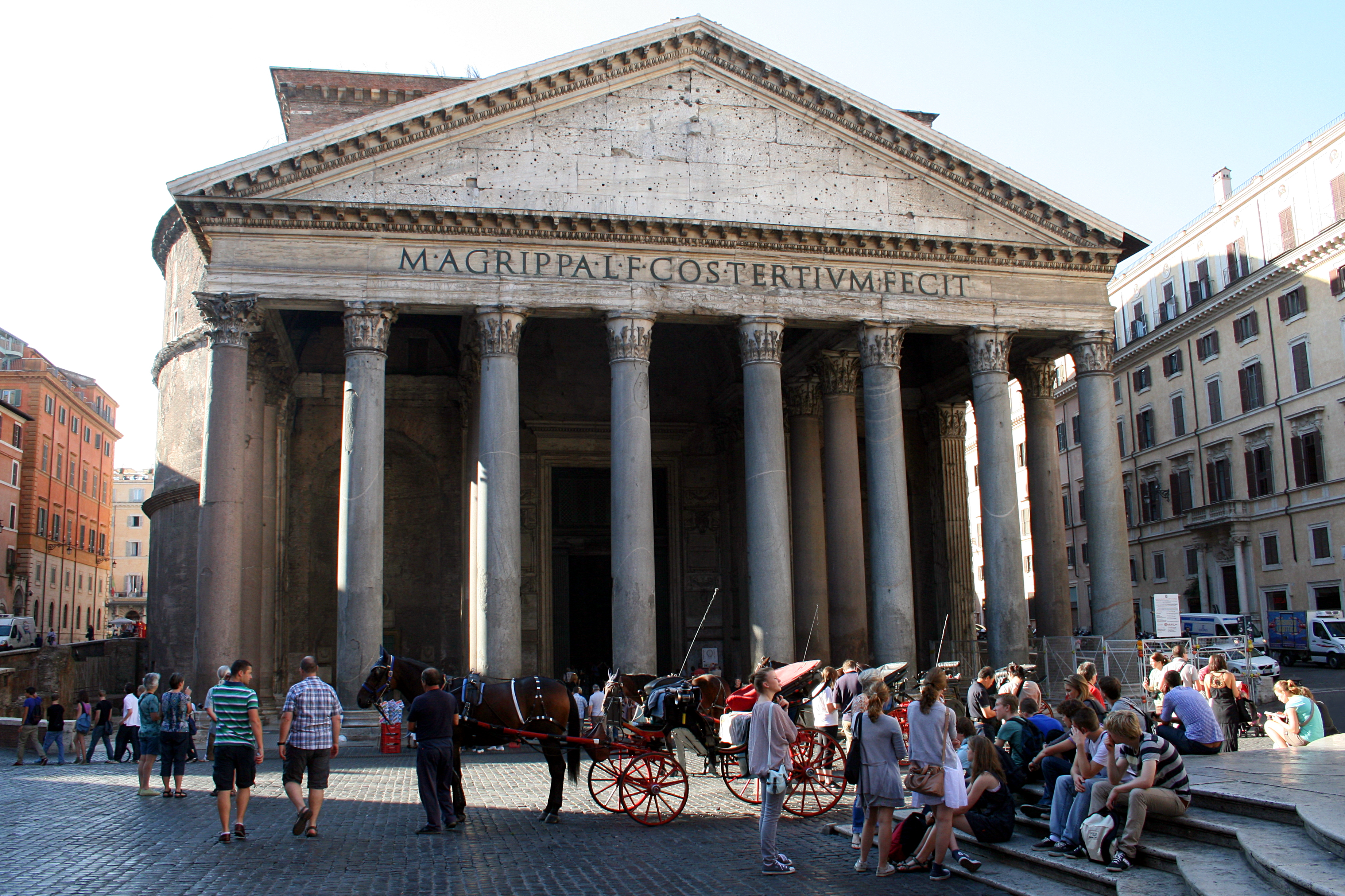
Panteó d'Agripa
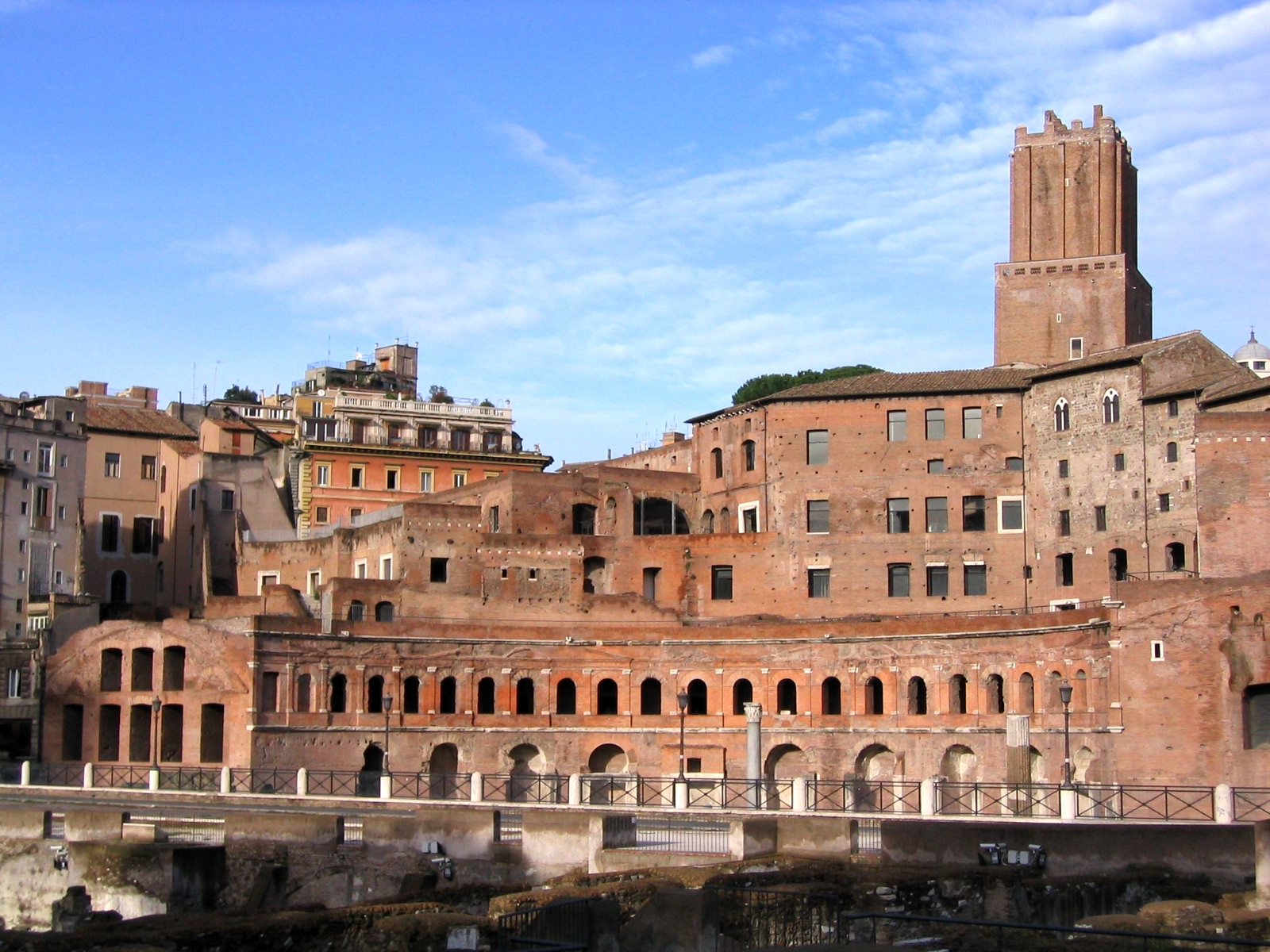
Mercats de Trajà
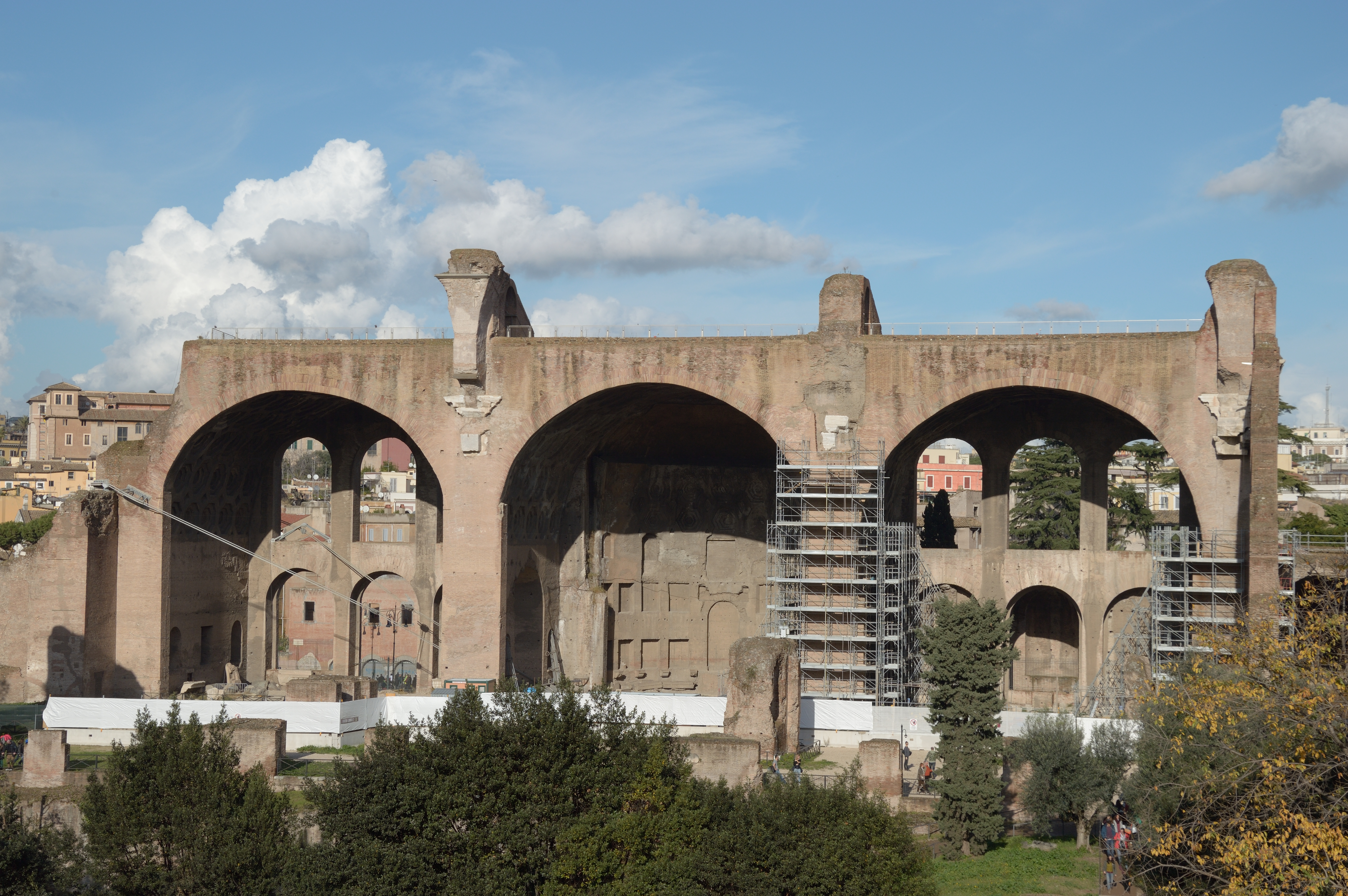
Basílica de Maxenci
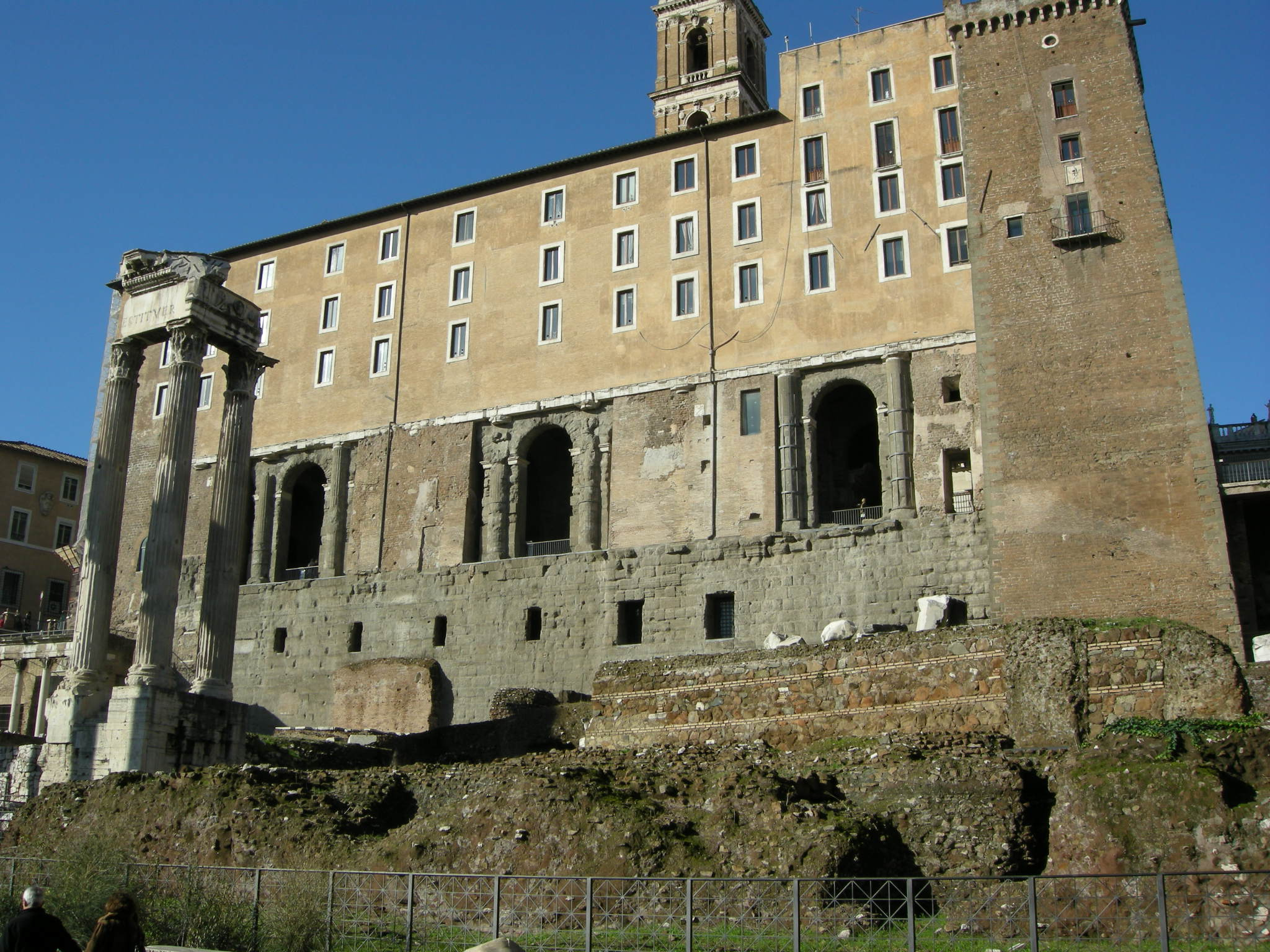
Tabulari
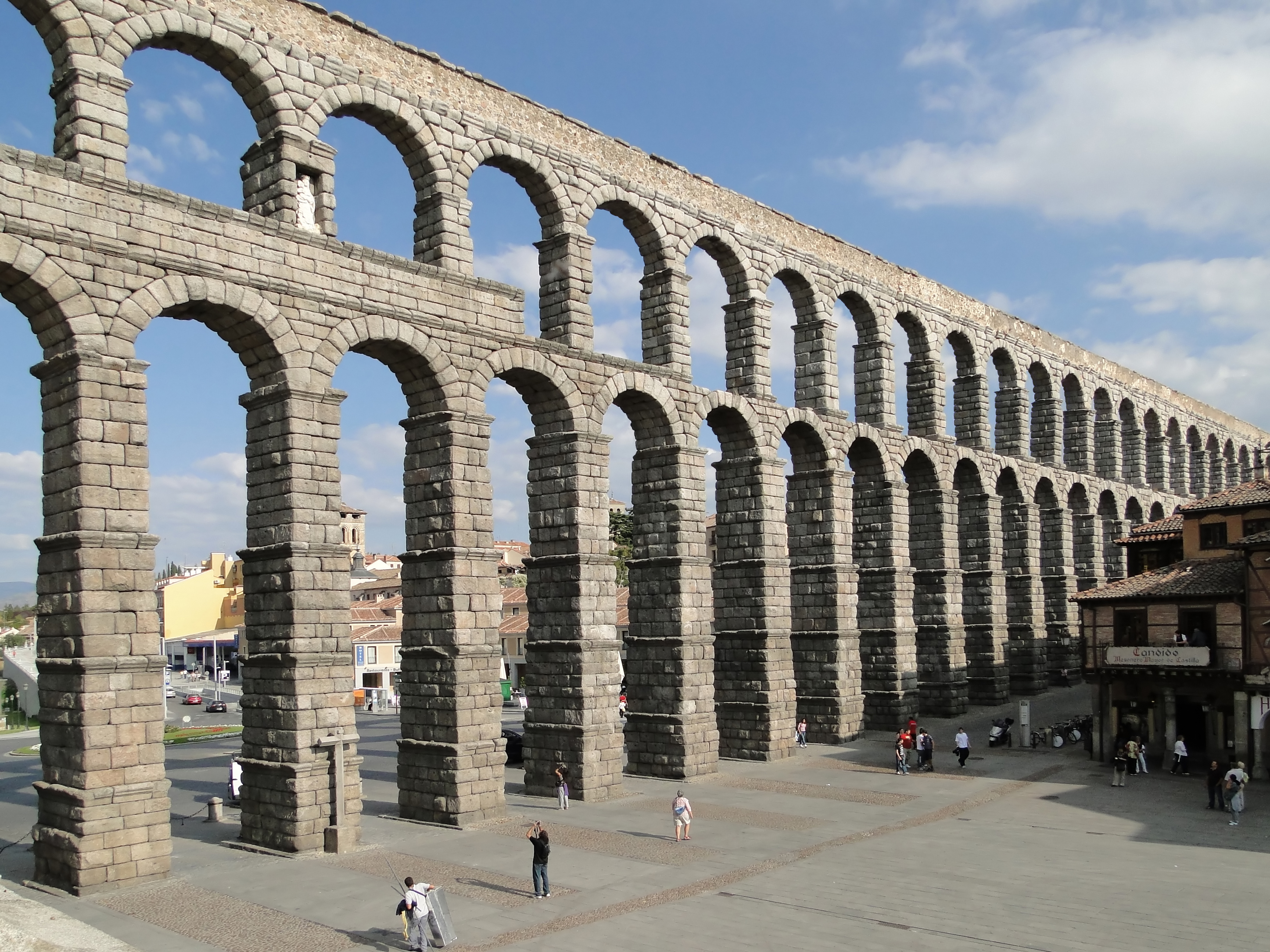
Aqüeducte de Segòvia
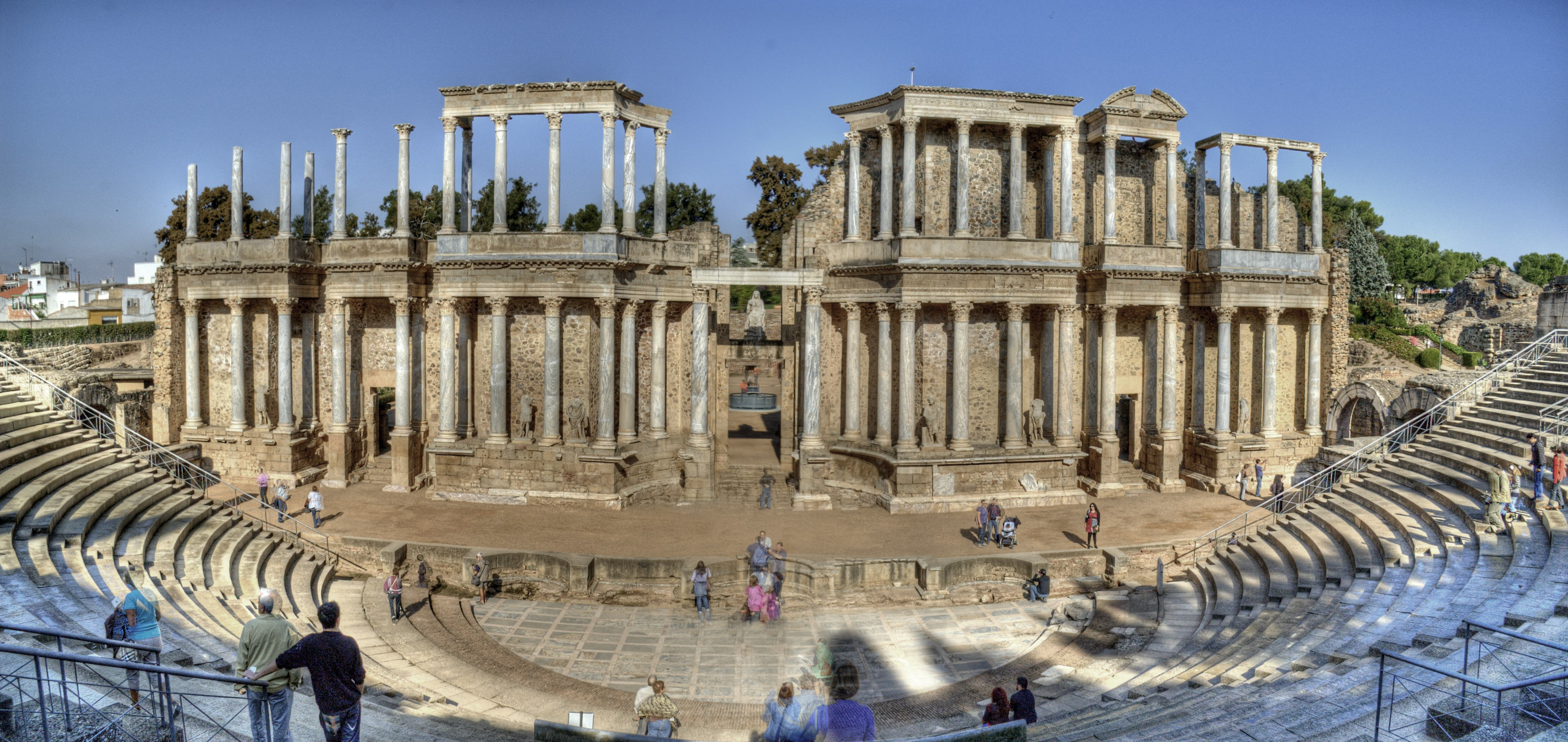
Teatre romà de Mèrida